# Las guerras lácteas
Las guerras lácteas (en inglés, Milk wars) es una serie limitada de crossover publicada por Young Animal y DC Comics, entre marzo y abril de 2018.
Cruza a personajes centrales de DC —Batman, Superman, la Mujer Maravilla...— con personajes del subsello Young Animal, incluida la Patrulla Condenada.

## Origen
Según Gerard Way, fundador del sello Young Animal, la idea de un cruce entre la línea principal de DC Comics y Young Animal le fue propuesta a él por DC. Way aprobó la idea: dijo que era «un desafío entretenido, una forma de alcanzar a lectores mainstream y, ojalá, una forma de infectarlos con la rareza [de Young Animal]». Way, que considera al subsello como «un gran experimento», estaba interesado en hacer reinvenciones de íconos de DC que fueran divertidas.
La inspiración para Las guerras lácteas fue «la manera en que el bienestar propio de la leche a veces puede ser algo malo».
Los equipos creativos de cada capítulo fueron compartidos entre personas conocidas por su trabajo en Young Animal y otras, por su trabajo en la línea principal de DC. Cada capítulo, también, contiene una historia adicional del personaje nuevo Eternity Girl, por Magdalene Visaggio y Sonny Liew.
Las portadas de cada capítulo fueron ilustradas por Frank Quitely. En el caso del capítulo «JLA/Doom Patrol special», su portada es una referencia a All-Star Superman de Grant Morrison, serie en la que Quitely antes había contribuido.

## Recepción
Las guerras lácteas tiene una calificación promedio de 8.0 en base a 86 críticas profesionales en el agregador Comic Book Roundup.